# Jezioro Karaś
Jezioro Karaś este o arie protejată (sit de importanță comunitară — SCI) din Polonia întinsă pe o suprafață de 814,84 ha, integral pe uscat.

## Localizare
Centrul sitului Jezioro Karaś este situat la coordonatele 53°33′31″N 19°28′35″E / 53.5585°N 19.4763°E.

## Înființare
Situl Jezioro Karaś a fost declarat sit de importanță comunitară în aprilie 2004 pentru a proteja 3 specii de animale.

## Biodiversitate
Situată în ecoregiunea continentală, aria protejată conține 4 habitate naturale: Ape puternic oligomezotrofe cu vegetație bentonică cu Chara spp., Mlaștini turboase de tranziție și turbării mișcătoare, Mlaștini împădurite, Păduri aluvionare cu Alnus glutinosa și Fraxinus excelsior (Alno-Padion, Alnion incanae, Salicion albae).
La baza desemnării sitului se află mai multe specii protejate:
- amfibieni (1): triton cu creastă (Triturus cristatus)
- mamifere (1): vidră de râu (Lutra lutra)
- nevertebrate (1): fluturele purpuriu (Lycaena dispar)